# كارلوس فارياس
كارلوس فارياس (بالإسبانية: Carlos Farias)‏ (15 مايو 1976 بسانتياغو في تشيلي - ) هو لاعب كرة قدم تشيلي في مركز الهجوم. لعب مع سان خوسيه إيرثكويكس وEl Paso Patriots ‏ وHarrisburg Heat (1991–2003) ‏ ونادي غوادالاخارا (نادي كرة قدم) وDetroit Ignition ‏ وSan Diego Flash ‏ وArizona Thunder ‏ وBaltimore Blast ‏ وChicago Storm (soccer) ‏ وسانت لويس ستيمرز ‏ وOrange County Blue Star ‏.

## وصلات خارجية
- كارلوس فارياس على موقع الدوري الأمريكي (الإنجليزية)
- كارلوس فارياس على موقع قاعدة بيانات كرة القدم.إي يو (الإنجليزية)